# Banu Ayu
Banu Ayu is een bestuurslaag in het regentschap Ogan Komering Ulu van de provincie Zuid-Sumatra, Indonesië. Banu Ayu telt 2979 inwoners (volkstelling 2010).